# Oar ectypata
Oar ectypata là một loài bướm đêm trong họ Geometridae.